# ウクライナ民族主義者組織
ウクライナ民族主義者組織（ウクライナみんぞくしゅぎしゃそしき、ウクライナ語: Організація українських націоналістів、英語: Organization of Ukrainian Nationalists、OUN とも）はかつてウクライナに存在した反ポーランド、反ソ連を掲げる反政府勢力。 1929年1月28日にオーストリアのウィーンで結成。

## 概要

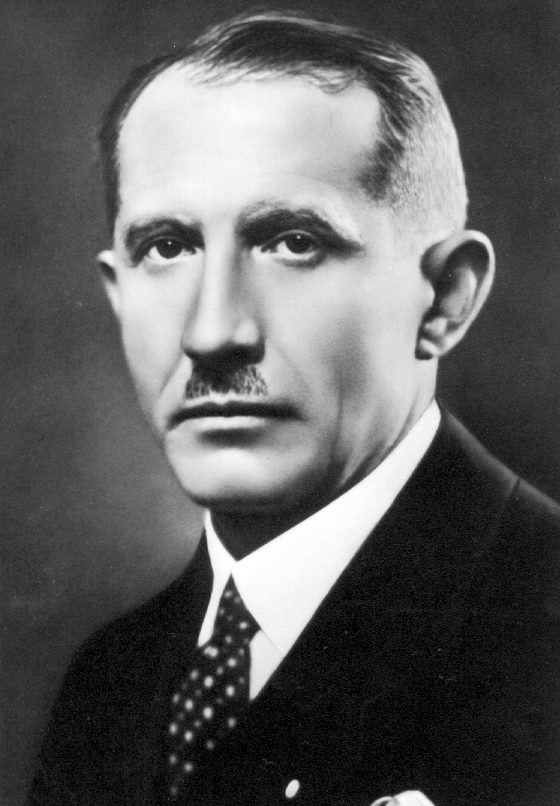
ウクライナ民族主義者組織の初代指導者、イェヴヘーン・コノヴァーレツ

1920年に、チェコスロヴァキアのプラハで亡命ウクライナ人によって反ポーランド組織、ウクライナ軍事組織が結成されイェヴヘーン・コノヴァーレツが指導者となったが1929年には、学生組織と合同して新たに「ウクライナ民族主義者組織」となった。
OUNは、一時2万人の組織員を抱え、ポーランドやソ連の要人の暗殺、政府施設の破壊などの武力闘争を行うとともに、さまざまな宣伝活動や啓蒙活動も行った。代表例としては、1934年6月15日には、ポーランド内務大臣ブロニスラフ・ピエラキ(Bronisław Pieracki)をワルシャワにて暗殺した。

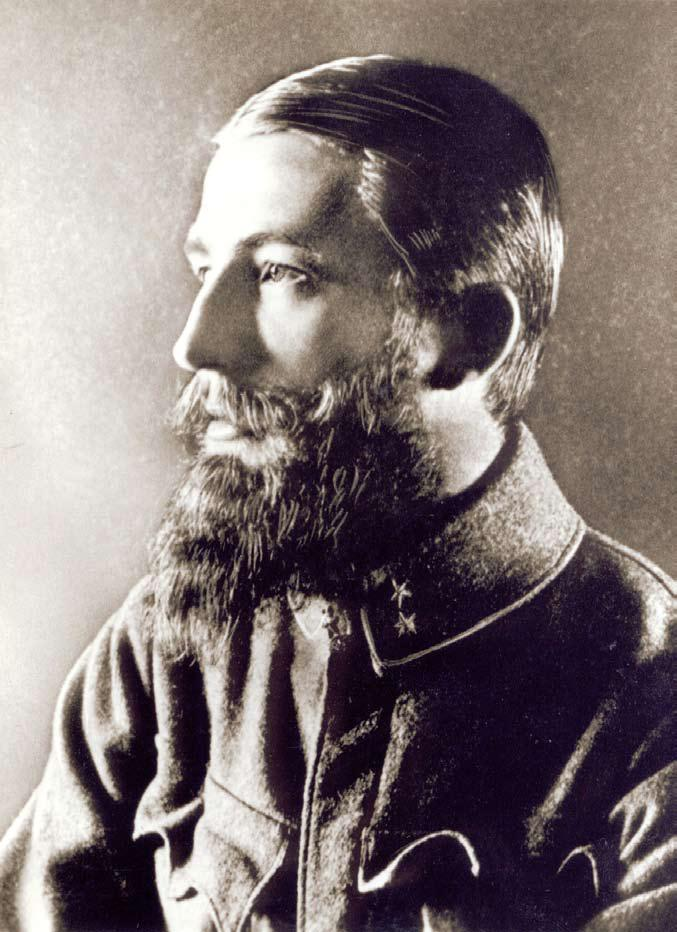
アンドリイ・メーリヌィク

しかし、1938年5月23日にコノヴァーレツィがパヴェル・スドプラトフ（OUNに潜入していたNKVD諜報員）によって暗殺されると、組織は経験豊富な穏健派によって支持されたアンドリイ・メーリヌィク(Андрій Мельник)の派閥（OUN-M）と、民族主義的な若者から支持されたステパーン・バンデーラの派閥（OUN-B）とに分裂し、互いに武力闘争をおこなった。
独ソ戦が開始しドイツ軍がウクライナを占領すると両派とも当初は歓迎した。だが、1941年6月にウクライナ独立国の独立を宣言した際には、ドイツは両派の指導者を逮捕し武力でこれを押さえ込もうとした。組織は地下に潜り1942年に組織されたウクライナ蜂起軍(UPA)のもとに再び集結し、ドイツ軍とソ連軍双方に対する激しいパルチザン活動を行った。
日本とは1930年代に満州の亡命ウクライナ人を通じて接触があったが軍部が白系ロシア人のロシアファシスト党を支援するようになると打ち切られた。